# Codice ATCvet QN51
Il codice ATCvet QN51 "Prodotti per l'eutanasia degli animali" è un sottogruppo del sistema di classificazione Anatomico Terapeutico e Chimico, un sistema di codici alfanumerici sviluppato dall'OMS per la classificazione dei farmaci e altri prodotti medici. Il sottogruppo QN fa parte del gruppo anatomico N, farmaci per uso veterinario per il sistema nervoso.
Numeri nazionali della classificazione ATC possono includere codici aggiuntivi non presenti in questa lista, che segue la versione OMS.

## QN51A Prodotti per l'eutanasia degli animali

### QN51AA Barbiturici
QN51AA01 Pentobarbital
QN51AA02 Secobarbital
QN51AA30 Combinazioni di barbiturici
QN51AA51 Pentobarbital, combinazioni
QN51AA52 Secobarbital, combinazioni

### QN51AX Altri prodotti per l'eutanasia degli animali
QN51AA50 Combinazioni